# Кан, Гас
Густав Герсон Кан (нем. Gustav Gerson Kahn), также известный как Гас Кан (англ. Gus Kahn) — американский поэт-песенник. Множество его произведений занесено в «Великий американский песенник».
В 1935 году был удостоен премии «Оскар» за музыку к фильму «Одна ночь любви». В 1940 году номинировался на «Оскар» за лучшую песню к фильму за песню «Waltzing in the Clouds» (музыка Роберта Штольца и слова Гаса Кана). В 1970 году был включён в Зал славы авторов песен.

## Биография
Кан родился в 1886 году в Брушиде, Германия, в еврейской семье Терезы (Майер) и Исаака Кана, скотовода. В 1890 году семья эмигрировала в Соединённые Штаты и поселилась в Чикаго. После окончания средней школы он работал клерком в службе почтовых заказов. Немного позже началась его карьера на Tin Pan Alley. Кан женился на Грейс Лебой в 1916 году, и у них было двое детей, Дональд и Ирен.
В начале своей карьеры Кан писал специальные материалы для водевилей. В 1913 году он начал плодотворное сотрудничество с известным композитором Эгбертом Ван Олстином, с которым он создал несколько заметных хитов той эпохи, в том числе «Memories» и, вместе с Тони Джексоном, «Pretty Baby». Позже он начал писать тексты для композитора Ишама Джонса. Это партнерство привело к появлению одной из самых известных работ Кана «I’ll See You in My Dreams», которая стала названием фильма 1951 года, основанного на его жизни, с Дэнни Томасом в роли Кана и Дорис Дэй в роли его жены, Грейс Лебой Кан.
На протяжении 1920-х годов Кан продолжал участвовать в создании бродвейских постановок, таких как «Холка-Полька» (1925), «Поцелуи Китти» (1926), «Художники и модели» (1927), «Вупи!» (1928) и «Шоугёрл» (1929). Он также писал тексты песен для фильмов, в первую очередь для студии Metro-Goldwyn-Mayer. К 1933 году он трудился над такими картинами как «Полёт в Рио», «Миллион благодарностей», «Малыш миллионов», «День на скачках», «Поют все», «Одна ночь любви», «Три умницы», «Давайте споем снова», «Сан-Франциско», «Непослушная Мариетта», и «Девушка Зигфельда».
Он также сотрудничал с автором текстов Айрой Гершвином и некоторыми другими из популярных на тот момент композиторов, включая Ричарда А. Уайтинга, Бадди Десилву, Эла Джолсона, Рэймонда Игана, Теда Фио Рито, Эрни Эрдмана, Нила Море, Винсента Юманса, Джорджа Гершвина, Гарри Акста, Гарри М.Вудс, Эдварда Элиску, Виктора Шерцингера, Артур Джонстона, Бронислава Кейпера, Джерома Керна, Вальтера Юрманна, Зигмунда Ромберга и Гарри Уоррена, хотя его основным партнёром был Уолтер Дональдсон, с которым они написали более ста песен.
Кан умер в Беверли-Хиллз, Калифорния, 8 октября 1941 года от сердечного приступа в возрасте 54 лет. Он был похоронен на кладбище Мемориального парка Форест-Лоун в Глендейле, Калифорния.